# ГЕС Мак-Кей
ГЕС Мак-Кей — гідроелектростанція у канадській провінції Онтаріо. Знаходячись перед ГЕС Gartshore (23 МВт), становить верхній ступінь каскаду на річці Монреаль, яка має устя на східному узбережжі озера Верхнє (найвище по сточищу серед Великих озер).
Для створення станції річку на вершині водоспаду Монреаль-Фолс перекрили греблею, яка утримує витягнуте по долині на чотири десятки кілометрів водосховище Монреаль-Лейк. Від греблі вниз по пересохлому ложу водоспаду спускаються три напірні водоводи, що живлять обладнання в розташованому за 0,25 км наземному машинному залі. Приблизно посередині вони з'єднані з трьома вирівнювальними резервуарами баштового типу.
Станція, введена в експлуатацію у 1937 році, має потужність 62 МВт та використовує напір у 75,3 метра.
Можливо відзначити, що назва Монреаль доволі поширена в Канаді, зокрема, в тій же провінції Онтаріо є притока річки Оттава з таким саме найменуванням, на якій створений свій каскад (ГЕС Lower Notch та інші).